# Coniglietto pasquale

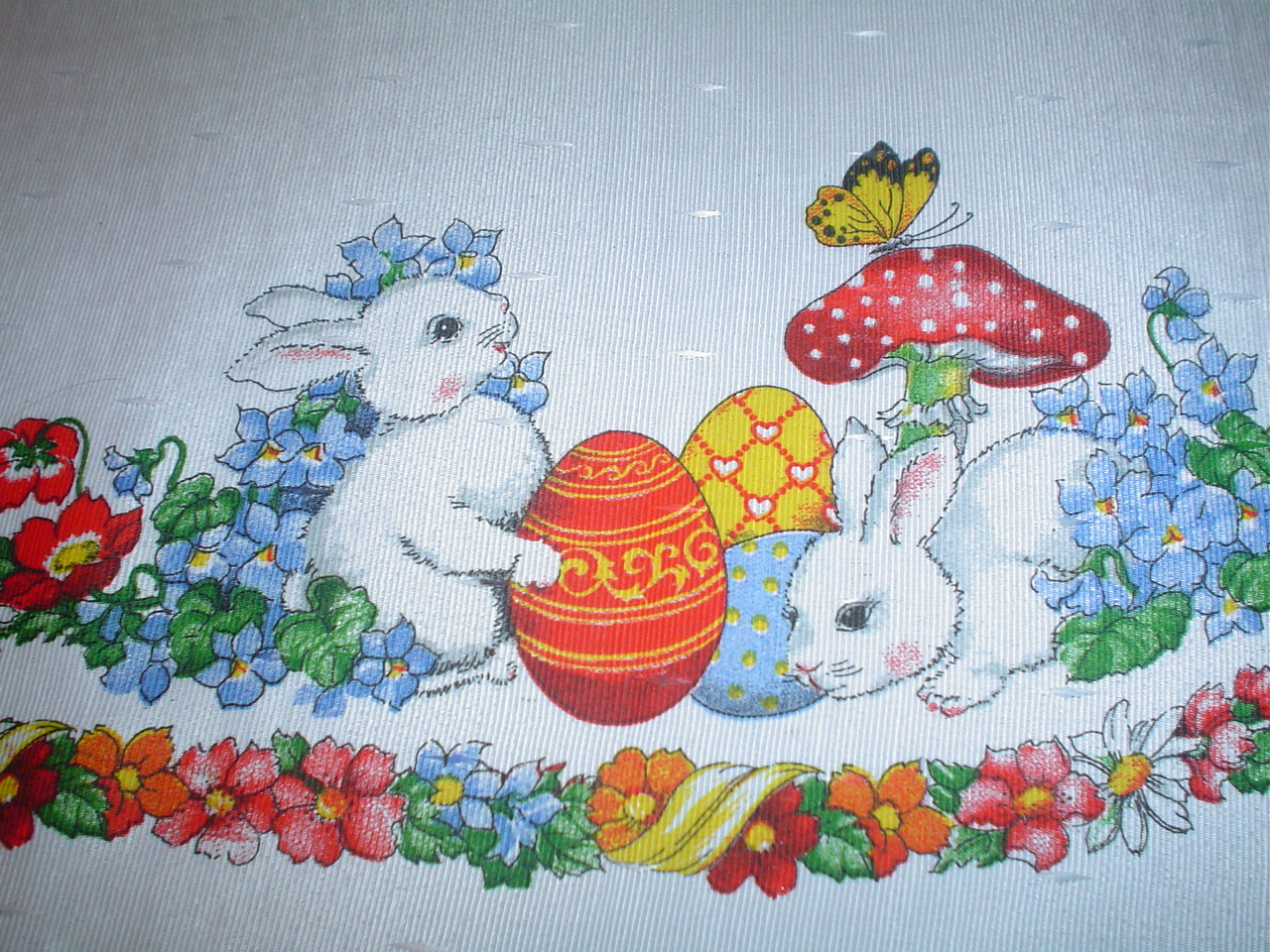
Coniglietti pasquali ricamati su una tovaglia

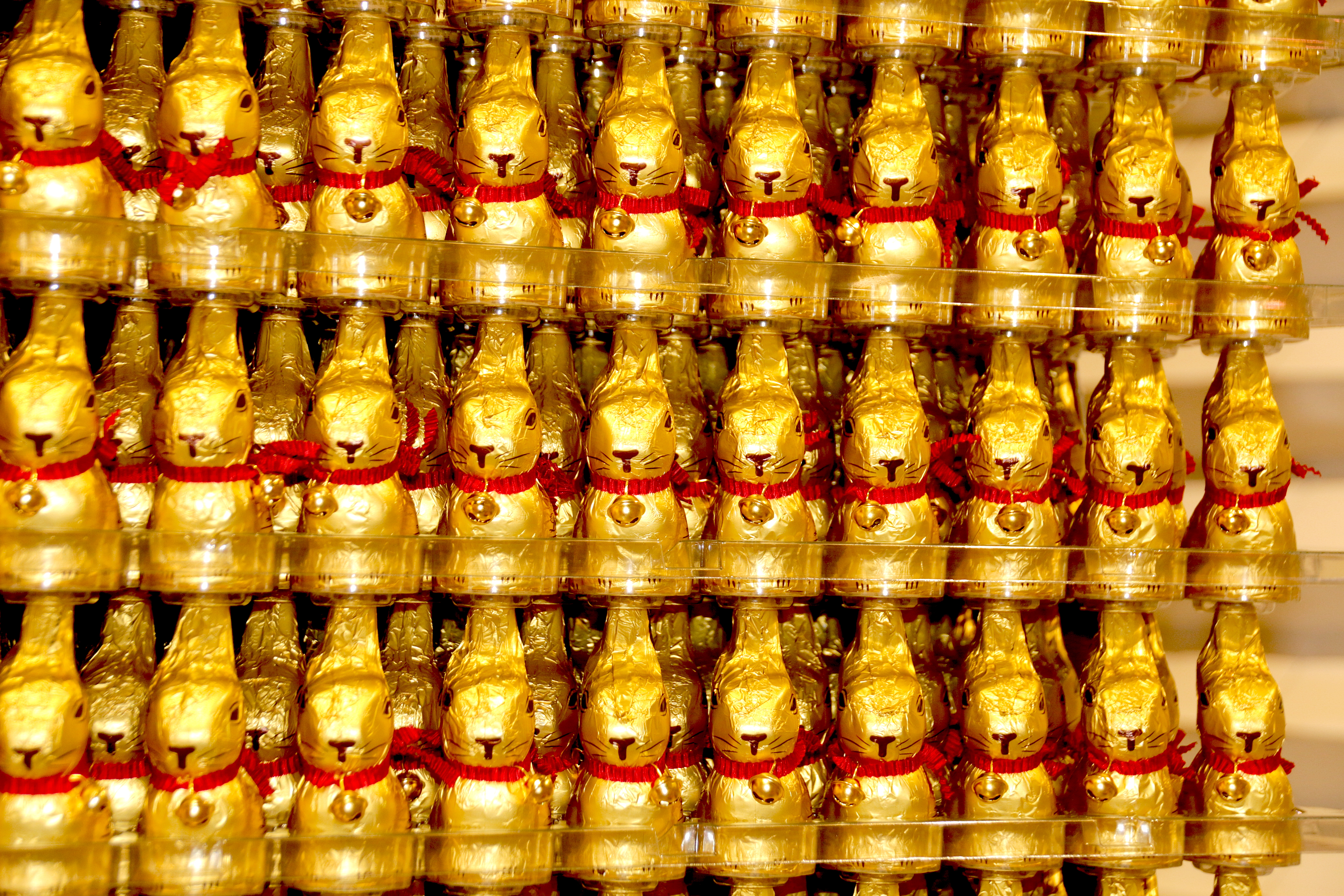
Coniglietti pasquali di cioccolato

Il coniglio pasquale (in inglese Easter Bunny, lett. "coniglietto di Pasqua"; in tedesco Osterhase, lett. "lepre di Pasqua"), conosciuto anche come coniglio di primavera, coniglietto pasquale o coniglio di Pasqua nei paesi di lingua tedesca e negli Stati Uniti d'America, è un coniglio immaginario che lascia doni per i bambini a Pasqua (o in primavera).

## Storia e simbologia
Ha origine nelle culture dell'Europa occidentale, dove ha sembianze più simili ad una lepre che ad un coniglio. La lepre, animale particolarmente prolifico e le cui danze amorose si possono vedere nei prati proprio agli inizi della primavera, era nell'antica cultura europea un simbolo di questo periodo dell'anno, incentrato sulla rinascita della natura e sulla fertilità, il quale poi, con l'avvento del cristianesimo, venne più o meno a coincidere con la festività della Pasqua.

## In Italia
Sebbene l'usanza del coniglio pasquale non sia tradizionale in Italia, negli ultimi anni alcune case dolciarie hanno cominciato a proporre coniglietti di cioccolata (o anche peluche a forma di coniglietto) in alternativa o abbinati alle tradizionali uova di cioccolato. Nel 2015 è stata lanciata una versione "localizzata" della "caccia alle uova pasquali" (popolare in altri paesi) a Roma, Milano, Napoli e Torino con protagonista un coniglio chiamato, per l'appunto, "Pasquale".